# Mũi Nga Loan

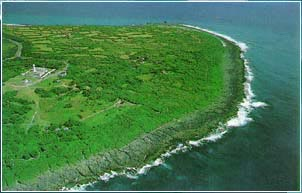
Nga Loan Tị, đỉnh cực nam của Đài Loan

Nga Loan Tị (tiếng Trung: 鵝鑾鼻; bính âm: Éluánbí; Wade–Giles: O-luan-pi; Bạch thoại tự: Gô-lôan-phīⁿ; nghĩa đen 'mỏ ngỗng') nằm tại trấn Hằng Xuân, huyện Bình Đông, là mũi cực nam của hòn đảo Đài Loan. Đây cũng là điểm cực nam của dãy núi Trung ương, dãy núi chạy dọc từ bắc đến nam của hòn đảo. Mũi đối diện với eo biển Luzon. Tên gọi "Nga Loan" (tiếng Trung: 鵝鑾; bính âm: Éluán) bắt nguồn từ Goran, có nghĩa là "cánh buồm" xuất phát từ ngôn ngữ của bộ tộc thổ dân Paiwan. Từ Tị (tiếng Trung: 鼻; bính âm: bi) có nghĩa "mũi, mỏ", miêu tả cho hình dạng của "mũi đất".

## Hải đăng
Có một hải đăng tại mũi Nga Loan, gọi là Nga Loan Tị đăng tháp. Năm 1982, công viên Nga Loan Tị được thành lập để biến nơi đây thành một thắng cảnh phục vụ cho du lịch.